# Rhynchites coeruleus
Espèce
Le rhynchite coupe-bourgeons, Rhynchites coeruleus parfois orthographié R. caeruleus, est une espèce d'insectes coléoptères de la famille des Attelabidae (ou des Rhynchitidae selon les classifications).
Cet insecte attaque les poiriers et plus rarement les pommiers et les fraisiers.